# Museo de Diseño Jolón

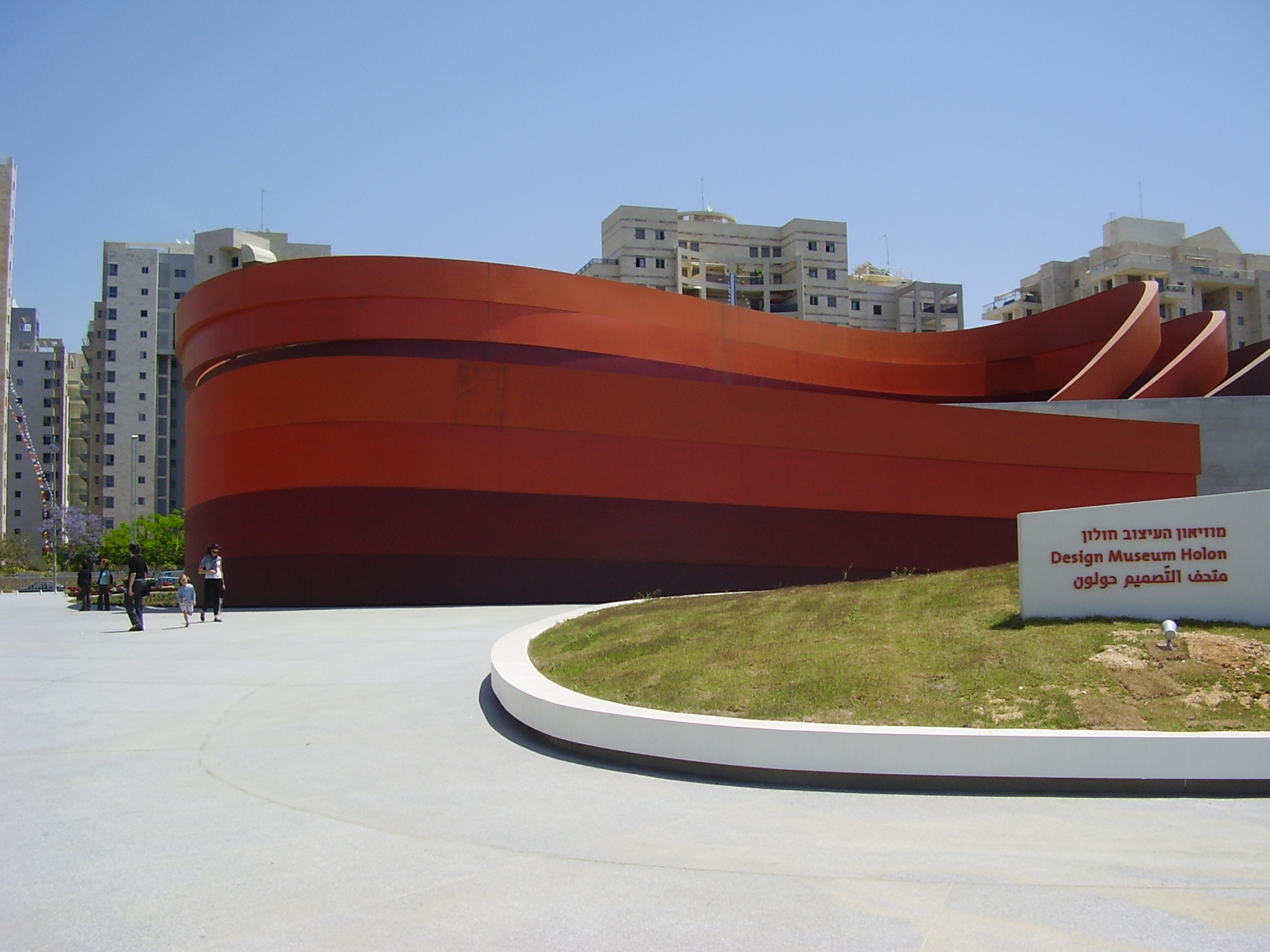
Museo del Diseño Holon

El Museo del Diseño Holon es el primer museo de Israel dedicado al Diseño. El edificio del museo fue planificado y diseñado por el arquitecto y diseñador industrial israelí Ron Arad en colaboración con el arquitecto Bruno Asa. Se encuentra en la parte oriental de la nueva área cultural de la localidad de Jolón (muy próxima a Tel Aviv), que incluye una Mediateca (biblioteca central, teatro y cinemateca). Muy cerca se encuentra la facultad de diseño en el Instituto de Tecnología de Jolón.
El museo abrió sus puertas el 3 de marzo de 2010. Es el primer edificio que fue diseñado por Ron Arad.
El museo fue señalado por la revista de viajes Conde Nast Traveler como una de las nuevas maravillas del mundo.

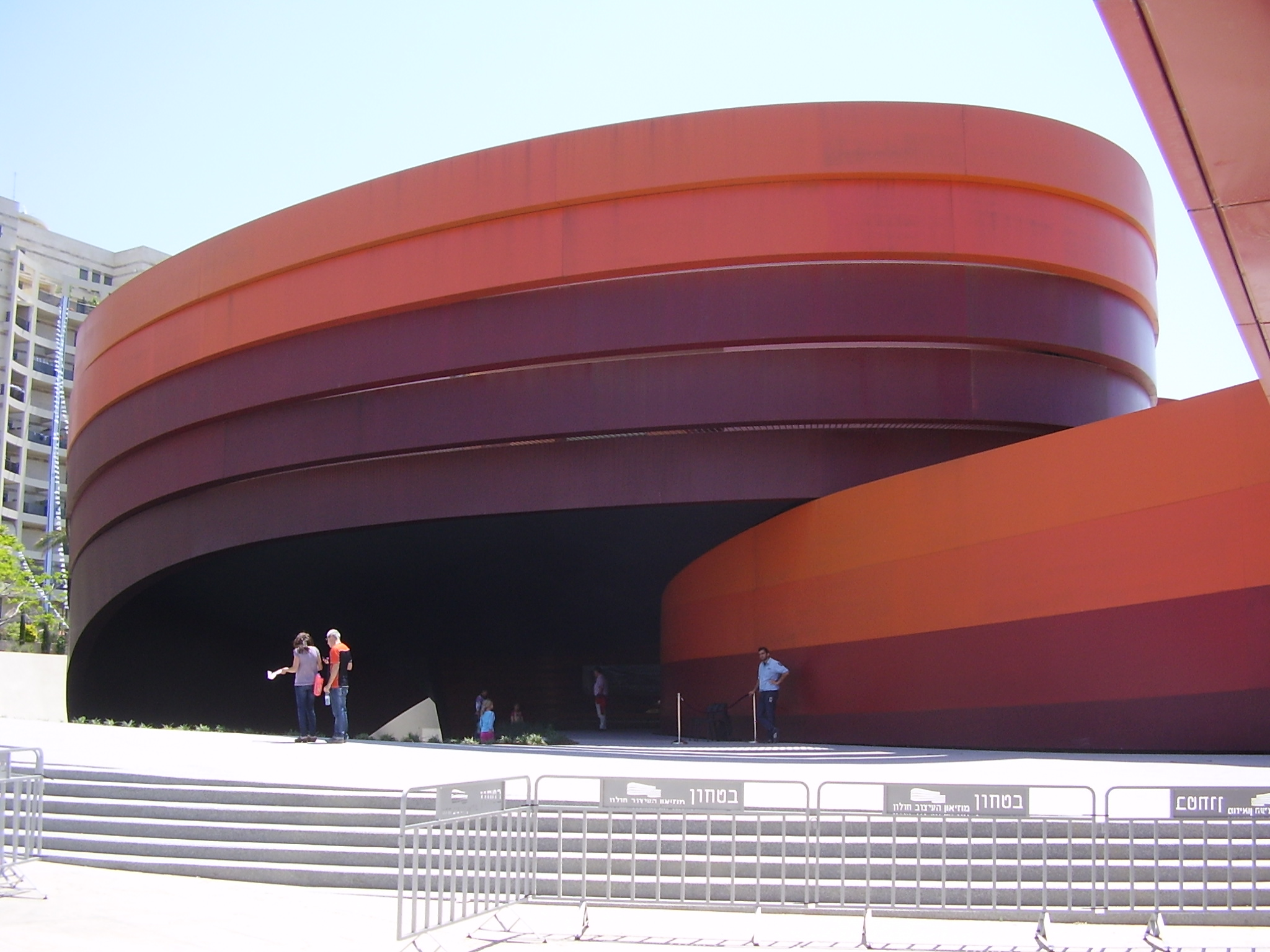
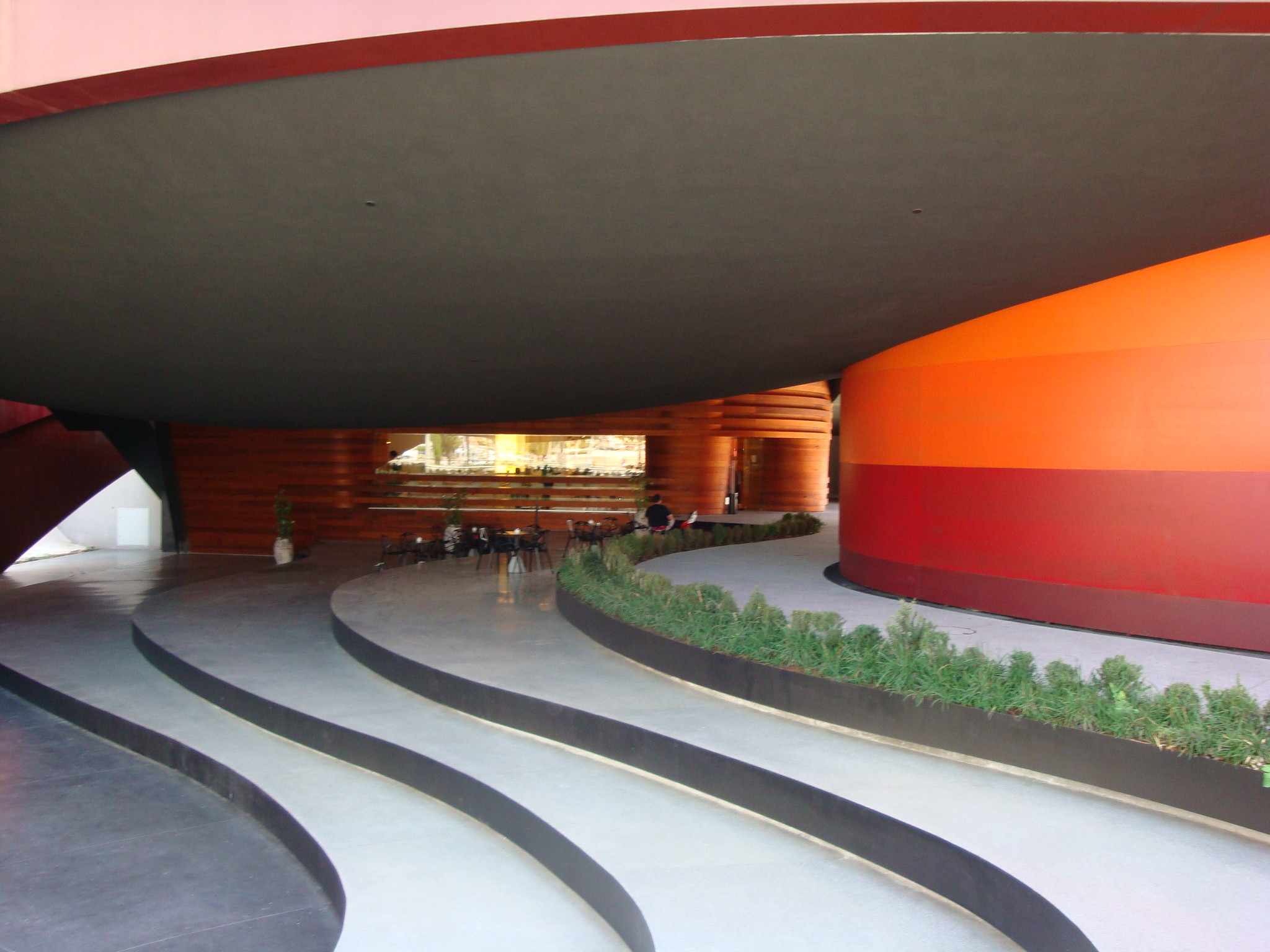
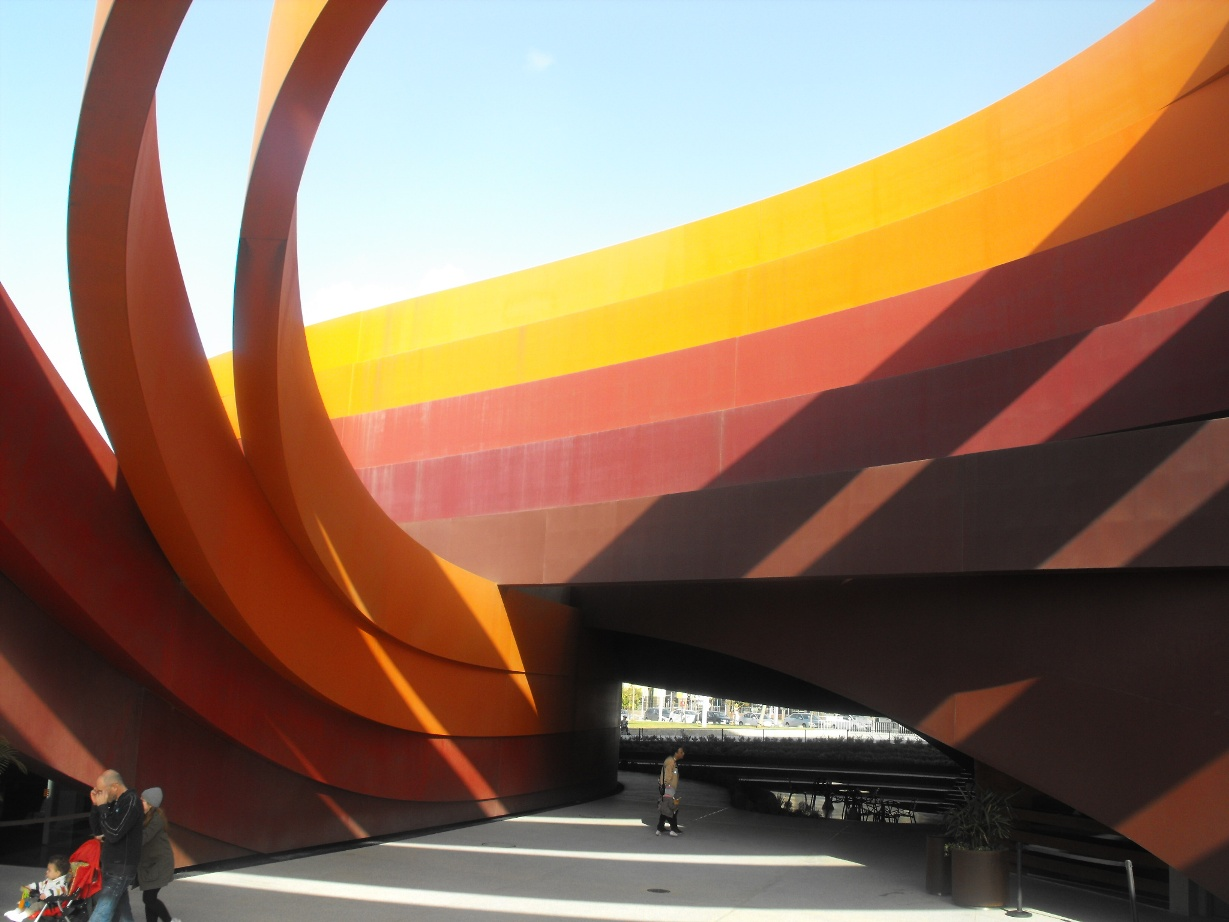
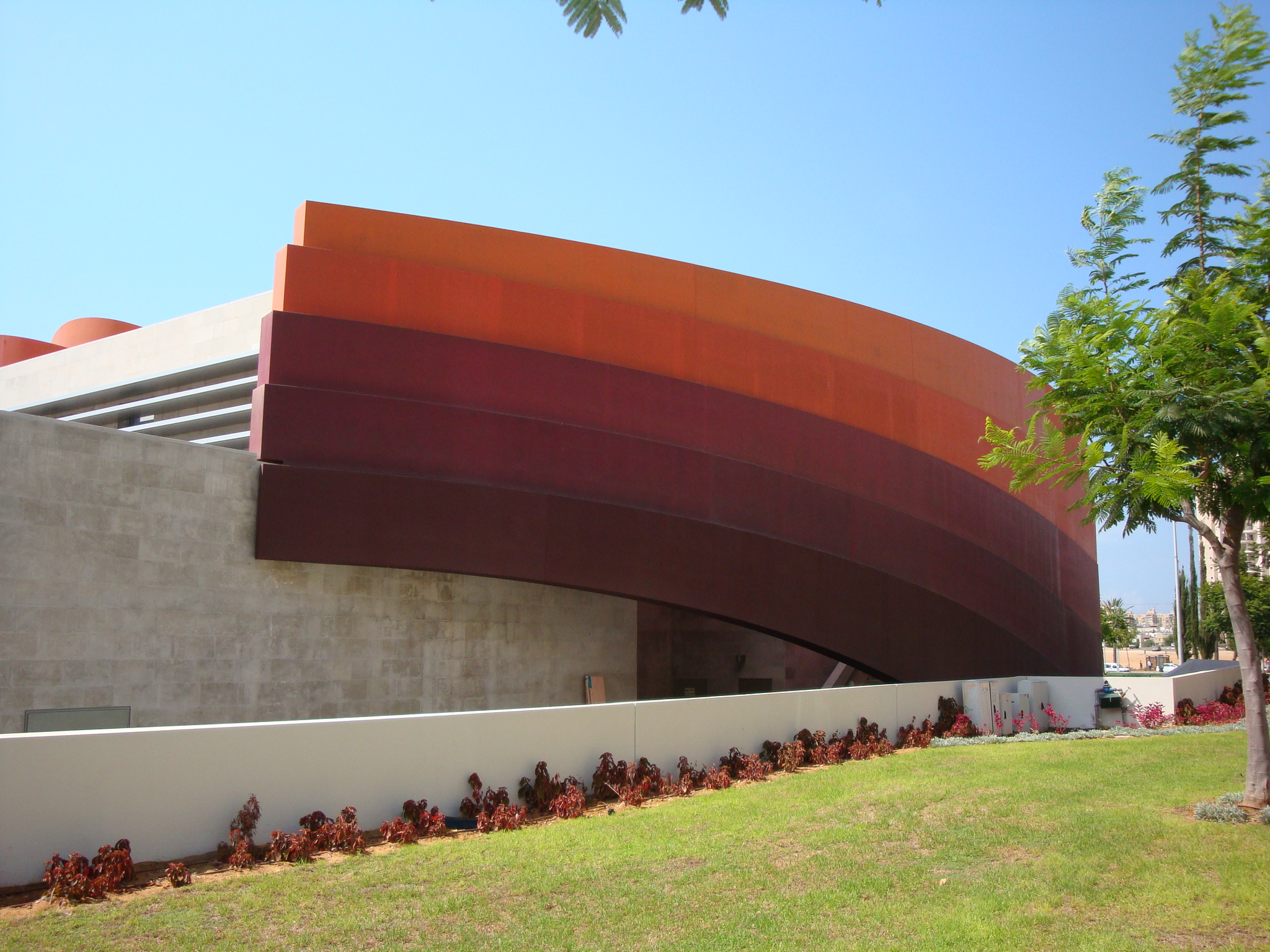
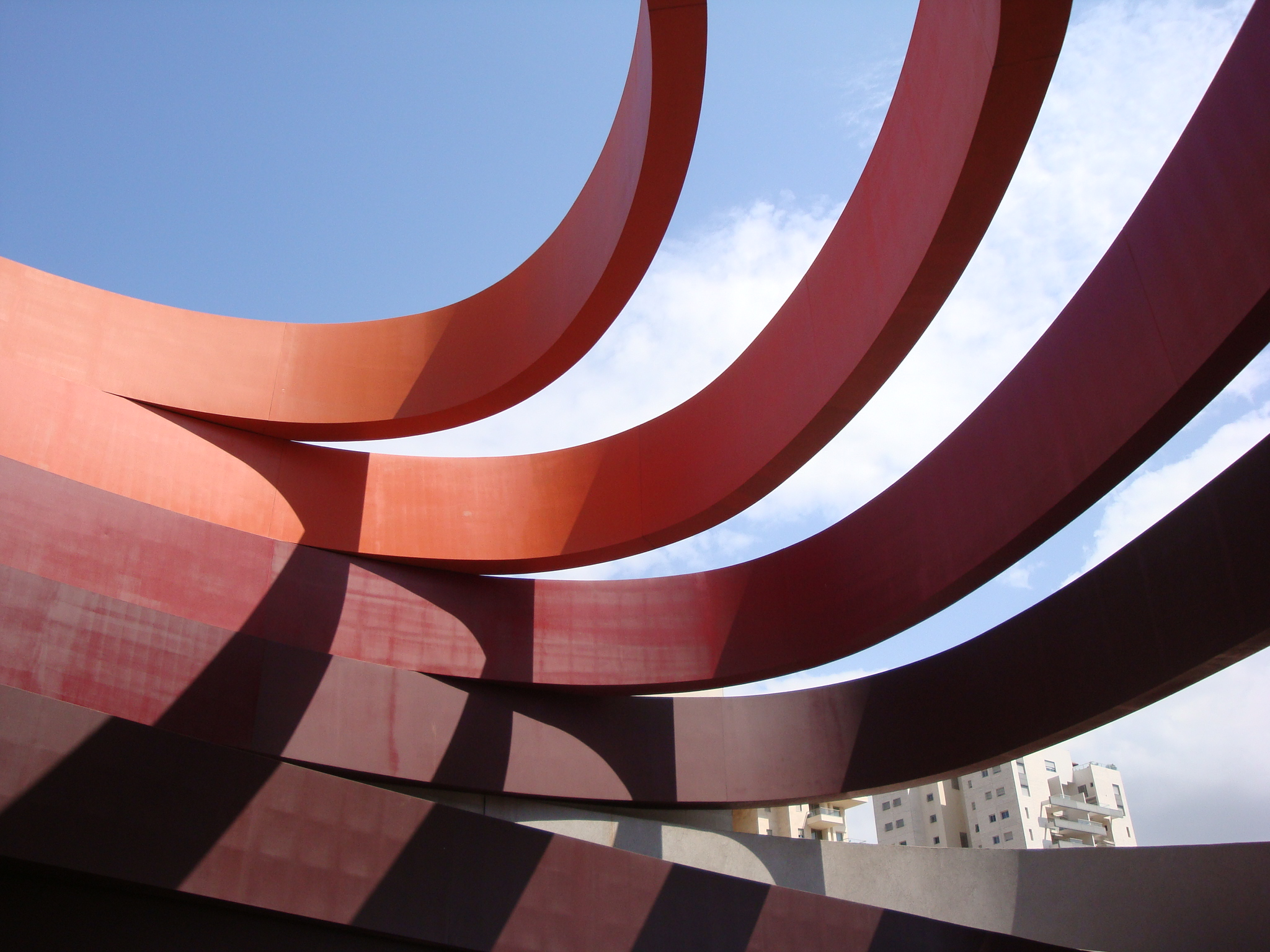
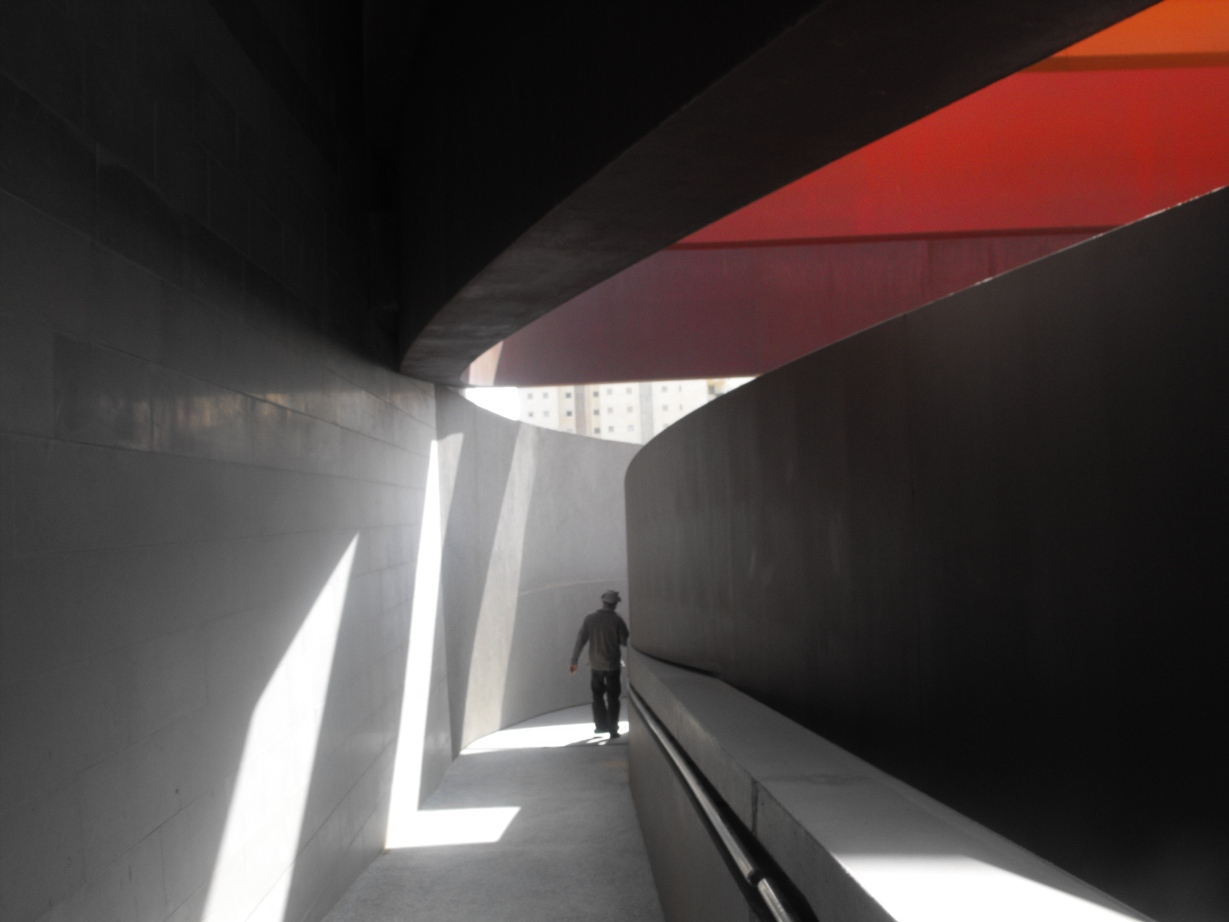